# Johann Gottfried Melos
Johann Gottfried Melos (auch: Johann Gottfried Mehlhose) (* 1770  in Großmonra; † 16. Februar 1828 in Weimar) war ein deutscher Gymnasialprofessor, Pädagoge und Buchautor, dessen Werke mehrfach veröffentlicht wurden.

## Leben
Melos besuchte Schulen in Buttstädt und Weimar und studierte Theologie und Philologie in Jena und Leipzig. Ab 1798 war er Hilfslehrer (collaborator) am Wilhelminum-Ernestinum in Weimar. Nach Ernennung zum Gymnasialprofessor durch Karl August gründete er 1804 in Weimar die erste Erziehungsanstalt für Töchter der höheren Stände. Er hatte auch am Landschul-Seminarium in Weimar unterrichtet und wurde von Johann Gottfried Herder und Karl August Böttiger gefördert.
Im Vorwort zu seiner Kurzdarstellung der Reformation (1817; bereits vierte Auflage 1820) schreibt er folgendes: Einer Vorerinnerung zu dieser Arbeit bedarf es kaum. An Reformationsgeschichten fehlt es nicht, an großen, wie an kleinen; aber es gebricht zurzeit an einer zweckmäßigen Anleitung für Lehrer in Bürger- und Landschulen. Eine solche Anleitung darf weder eine weitschweifige Ausführung, noch auch ein trockner Abriß seyn. Der Verfasser, der als öffentlicher Lehrer angestellt ist, und in dieser Eigenschaft von Zeit zu Zeit die Reformationsgeschichte vorzutragen hat, wünschte diesem Bedürfniß abzuhelfen, um so mehr, als er hörte, es werde in dem Lande, wo er lebt und wirkt, sämtlichen Lehrern der Stadt- und Landschulen in diesem Jahre, wo wir das dritte Jubiläum der Reformation feiern, anbefohlen werden, die Jugend mit der Geschichte jener großen Begebenheit bekannt zu machen, die uns durch die Urheber der Kirchenverbesserung zu Theil geworden sind. Da nun hierbei dem Landschullehrer ein Leitfaden in die Hände gegeben werden musste, beschloss der Verfasser, sich dieser Arbeit, nach seiner Ansicht, zu unterziehen. Ob sie ihm gelungen sey, mag er nicht entscheiden. Dass er dabei die bekannten Quellen benutzt habe, erkennt er mit Dank. Übrigens wünscht er nichts mehr, als dass sein Zweck bei der Abfassung dieser Schrift erreicht, und recht viele seiner Leser zu der Überzeugung gebracht werden mögen, dass uns durch die Reformation Luthers und Zwingli’s großes Heil widerfahren sey.
Er war verheiratet mit Ulrica Justine Wilhelmine Melos (1780–1866). Von seinen Töchtern sind Ida Melos (1817–1899) durch die Heirat von Ferdinand Freiligrath (1810–1876) als ältere Schwester von Marie Melos (1820–1888) historisch belegt. Seine Enkelin war die Übersetzerin und Dichterin Käthe Freiligrath-Kroeker.

## Werke
- 1816: Würde der verklärte Geist Wilhelm Ernst's uns Beifall zuwinken, wenn er heute nach hundert Jahren uns erschiene?
- 1817: Kurze Geschichte der Reformation für Bürger- und Volksschulen.
- 1818: Mustersammlung zu Declamationsübungen für die Jugend.
- 1820: Biblische Geschichte des alten und neuen Testaments: für Bürger- und Volksschulen.
- 1822: Beschreibung des jüdischen Landes zur Zeit Jesu: in geographischer, bürgerlicher, religiöser, häuslicher und gelehrter Hinsicht; für Bürger- und Volksschulen.
- 1822: Naturgeschichte für Bürger- und Volksschulen.
- 1823: Lehren des Trostes und der Warnung.
- 1824: Der Geist des Christenthums: Ein Handbuch beim Religionsvortrage für Lehrer.
- 1825: Lesebuch aus der sächsischen Geschichte: Für die deutsche und insbesondere sächsische Jugend; Mit zwei Tafeln Abbildungen und einer Charte.
- 1828: Naturlehre für Bürger- und Volksschulen sowie die untern Klassen der Gymnasien.
- 1830: Auswahl moralischer Erzählungen und Gedichte für die Jugend.
- 1867: Die Geschichte der Reformation: ein Gedenkbuch für evangelische Christen (Neuauflage).